# Equinócio
| Data e hora UTC dos solstícios e equinócios entre 1950 e 2025 | Data e hora UTC dos solstícios e equinócios entre 1950 e 2025 | Data e hora UTC dos solstícios e equinócios entre 1950 e 2025 | Data e hora UTC dos solstícios e equinócios entre 1950 e 2025 | Data e hora UTC dos solstícios e equinócios entre 1950 e 2025 | Data e hora UTC dos solstícios e equinócios entre 1950 e 2025 | Data e hora UTC dos solstícios e equinócios entre 1950 e 2025 | Data e hora UTC dos solstícios e equinócios entre 1950 e 2025 | Data e hora UTC dos solstícios e equinócios entre 1950 e 2025 |
| Ano                                                           | Equinócio Março                                               | Equinócio Março                                               | Solstício Junho                                               | Solstício Junho                                               | Equinócio Setembro                                            | Equinócio Setembro                                            | Solstício Dezembro                                            | Solstício Dezembro                                            |
| Ano                                                           | Dia                                                           | Hora                                                          | Dia                                                           | Hora                                                          | Dia                                                           | Hora                                                          | Dia                                                           | Hora                                                          |
| ------------------------------------------------------------- | ------------------------------------------------------------- | ------------------------------------------------------------- | ------------------------------------------------------------- | ------------------------------------------------------------- | ------------------------------------------------------------- | ------------------------------------------------------------- | ------------------------------------------------------------- | ------------------------------------------------------------- |
| 1950                                                          | 21                                                            | 04:35                                                         | 21                                                            | 23:35                                                         | 23                                                            | 14:43                                                         | 22                                                            | 10:13                                                         |
| 1951                                                          | 21                                                            | 10:25                                                         | 22                                                            | 05:24                                                         | 23                                                            | 20:36                                                         | 22                                                            | 16:00                                                         |
| 1952                                                          | 20                                                            | 16:13                                                         | 21                                                            | 11:12                                                         | 23                                                            | 02:23                                                         | 21                                                            | 21:43                                                         |
| 1953                                                          | 20                                                            | 22:00                                                         | 21                                                            | 16:59                                                         | 23                                                            | 08:05                                                         | 22                                                            | 03:31                                                         |
| 1954                                                          | 21                                                            | 03:53                                                         | 21                                                            | 22:54                                                         | 23                                                            | 13:55                                                         | 22                                                            | 09:24                                                         |
| 1955                                                          | 21                                                            | 09:35                                                         | 22                                                            | 04:31                                                         | 23                                                            | 19:40                                                         | 22                                                            | 15:10                                                         |
| 1956                                                          | 20                                                            | 15:20                                                         | 21                                                            | 10:23                                                         | 23                                                            | 01:34                                                         | 21                                                            | 20:59                                                         |
| 1957                                                          | 20                                                            | 21:16                                                         | 21                                                            | 16:20                                                         | 23                                                            | 07:26                                                         | 22                                                            | 02:48                                                         |
| 1958                                                          | 21                                                            | 03:05                                                         | 21                                                            | 21:56                                                         | 23                                                            | 13:08                                                         | 22                                                            | 08:39                                                         |
| 1959                                                          | 21                                                            | 08:54                                                         | 22                                                            | 03:49                                                         | 23                                                            | 19:08                                                         | 22                                                            | 14:34                                                         |
| 1960                                                          | 20                                                            | 14:42                                                         | 21                                                            | 09:42                                                         | 23                                                            | 00:58                                                         | 21                                                            | 20:25                                                         |
| 1961                                                          | 20                                                            | 20:31                                                         | 21                                                            | 15:30                                                         | 23                                                            | 06:42                                                         | 22                                                            | 02:19                                                         |
| 1962                                                          | 21                                                            | 02:29                                                         | 21                                                            | 21:24                                                         | 23                                                            | 12:35                                                         | 22                                                            | 08:15                                                         |
| 1963                                                          | 21                                                            | 08:19                                                         | 22                                                            | 03:04                                                         | 23                                                            | 18:23                                                         | 22                                                            | 14:01                                                         |
| 1964                                                          | 20                                                            | 14:09                                                         | 21                                                            | 08:56                                                         | 23                                                            | 00:16                                                         | 21                                                            | 19:49                                                         |
| 1965                                                          | 20                                                            | 20:04                                                         | 21                                                            | 14:55                                                         | 23                                                            | 06:05                                                         | 22                                                            | 01:40                                                         |
| 1966                                                          | 21                                                            | 01:52                                                         | 21                                                            | 20:33                                                         | 23                                                            | 11:43                                                         | 22                                                            | 07:28                                                         |
| 1967                                                          | 21                                                            | 07:36                                                         | 22                                                            | 02:22                                                         | 23                                                            | 17:37                                                         | 22                                                            | 13:16                                                         |
| 1968                                                          | 20                                                            | 13:21                                                         | 21                                                            | 08:13                                                         | 22                                                            | 23:26                                                         | 21                                                            | 18:59                                                         |
| 1969                                                          | 20                                                            | 19:08                                                         | 21                                                            | 13:35                                                         | 23                                                            | 05:06                                                         | 22                                                            | 00:43                                                         |
| 1970                                                          | 21                                                            | 00:56                                                         | 21                                                            | 19:42                                                         | 23                                                            | 10:58                                                         | 22                                                            | 06:35                                                         |
| 1971                                                          | 21                                                            | 06:38                                                         | 22                                                            | 01:19                                                         | 23                                                            | 16:45                                                         | 22                                                            | 12:23                                                         |
| 1972                                                          | 20                                                            | 12:21                                                         | 21                                                            | 07:06                                                         | 22                                                            | 22:32                                                         | 21                                                            | 18:12                                                         |
| 1973                                                          | 20                                                            | 18:12                                                         | 21                                                            | 13:00                                                         | 23                                                            | 04:21                                                         | 22                                                            | 00:07                                                         |
| 1974                                                          | 21                                                            | 00:06                                                         | 21                                                            | 18:37                                                         | 23                                                            | 09:58                                                         | 22                                                            | 05:55                                                         |
| 1975                                                          | 21                                                            | 05:56                                                         | 22                                                            | 00:26                                                         | 23                                                            | 15:55                                                         | 22                                                            | 11:45                                                         |
| 1976                                                          | 20                                                            | 11:49                                                         | 21                                                            | 06:24                                                         | 22                                                            | 21:48                                                         | 21                                                            | 17:35                                                         |
| 1977                                                          | 20                                                            | 17:42                                                         | 21                                                            | 12:13                                                         | 23                                                            | 03:29                                                         | 21                                                            | 23:23                                                         |
| 1978                                                          | 20                                                            | 23:33                                                         | 21                                                            | 18:09                                                         | 23                                                            | 09:25                                                         | 22                                                            | 05:20                                                         |
| 1979                                                          | 21                                                            | 05:22                                                         | 21                                                            | 23:56                                                         | 23                                                            | 15:16                                                         | 22                                                            | 11:09                                                         |
| 1980                                                          | 20                                                            | 11:09                                                         | 21                                                            | 05:47                                                         | 22                                                            | 21:08                                                         | 21                                                            | 16:56                                                         |
| 1981                                                          | 20                                                            | 17:02                                                         | 21                                                            | 11:44                                                         | 23                                                            | 03:05                                                         | 21                                                            | 22:50                                                         |
| 1982                                                          | 20                                                            | 22:55                                                         | 21                                                            | 17:22                                                         | 23                                                            | 08:46                                                         | 22                                                            | 04:38                                                         |
| 1983                                                          | 21                                                            | 04:38                                                         | 21                                                            | 23:08                                                         | 23                                                            | 14:41                                                         | 22                                                            | 10:29                                                         |
| 1984                                                          | 20                                                            | 10:24                                                         | 21                                                            | 05:02                                                         | 22                                                            | 20:32                                                         | 21                                                            | 16:22                                                         |
| 1985                                                          | 20                                                            | 16:13                                                         | 21                                                            | 10:44                                                         | 23                                                            | 02:07                                                         | 21                                                            | 22:07                                                         |
| 1986                                                          | 20                                                            | 22:02                                                         | 21                                                            | 16:29                                                         | 23                                                            | 07:58                                                         | 22                                                            | 04:02                                                         |
| 1987                                                          | 21                                                            | 03:51                                                         | 21                                                            | 22:10                                                         | 23                                                            | 13:45                                                         | 22                                                            | 09:45                                                         |
| 1988                                                          | 20                                                            | 09:38                                                         | 21                                                            | 03:56                                                         | 22                                                            | 19:28                                                         | 21                                                            | 15:27                                                         |
| 1989                                                          | 20                                                            | 15:28                                                         | 21                                                            | 09:53                                                         | 23                                                            | 01:19                                                         | 21                                                            | 21:22                                                         |
| 1990                                                          | 20                                                            | 21:19                                                         | 21                                                            | 15:32                                                         | 23                                                            | 06:55                                                         | 22                                                            | 03:06                                                         |
| 1991                                                          | 21                                                            | 03:01                                                         | 21                                                            | 21:18                                                         | 23                                                            | 12:47                                                         | 22                                                            | 08:53                                                         |
| 1992                                                          | 20                                                            | 08:47                                                         | 21                                                            | 03:14                                                         | 22                                                            | 18:42                                                         | 21                                                            | 14:43                                                         |
| 1993                                                          | 20                                                            | 14:40                                                         | 21                                                            | 08:59                                                         | 23                                                            | 00:22                                                         | 21                                                            | 20:25                                                         |
| 1994                                                          | 20                                                            | 20:27                                                         | 21                                                            | 14:47                                                         | 23                                                            | 06:19                                                         | 22                                                            | 02:22                                                         |
| 1995                                                          | 21                                                            | 02:14                                                         | 21                                                            | 20:34                                                         | 23                                                            | 12:13                                                         | 22                                                            | 08:16                                                         |
| 1996                                                          | 20                                                            | 08:03                                                         | 21                                                            | 02:23                                                         | 22                                                            | 18:00                                                         | 21                                                            | 14:05                                                         |
| 1997                                                          | 20                                                            | 13:54                                                         | 21                                                            | 08:19                                                         | 22                                                            | 23:55                                                         | 21                                                            | 20:07                                                         |
| 1998                                                          | 20                                                            | 19:54                                                         | 21                                                            | 14:02                                                         | 23                                                            | 05:37                                                         | 22                                                            | 01:56                                                         |
| 1999                                                          | 21                                                            | 01:45                                                         | 21                                                            | 19:49                                                         | 23                                                            | 11:31                                                         | 22                                                            | 07:43                                                         |
| 2000                                                          | 20                                                            | 07:35                                                         | 21                                                            | 01:48                                                         | 22                                                            | 17:28                                                         | 21                                                            | 13:37                                                         |
| 2001                                                          | 20                                                            | 13:21                                                         | 21                                                            | 07:38                                                         | 22                                                            | 23:04                                                         | 21                                                            | 19:21                                                         |
| 2002                                                          | 20                                                            | 19:16                                                         | 21                                                            | 13:24                                                         | 23                                                            | 04:55                                                         | 22                                                            | 01:14                                                         |
| 2003                                                          | 21                                                            | 01:00                                                         | 21                                                            | 19:10                                                         | 23                                                            | 10:47                                                         | 22                                                            | 07:04                                                         |
| 2004                                                          | 20                                                            | 06:49                                                         | 21                                                            | 00:57                                                         | 22                                                            | 16:30                                                         | 21                                                            | 12:42                                                         |
| 2005                                                          | 20                                                            | 12:33                                                         | 21                                                            | 06:46                                                         | 22                                                            | 22:23                                                         | 21                                                            | 18:35                                                         |
| 2006                                                          | 20                                                            | 18:26                                                         | 21                                                            | 12:26                                                         | 23                                                            | 04:03                                                         | 22                                                            | 00:22                                                         |
| 2007                                                          | 21                                                            | 00:07                                                         | 21                                                            | 18:06                                                         | 23                                                            | 09:51                                                         | 22                                                            | 06:08                                                         |
| 2008                                                          | 20                                                            | 05:48                                                         | 20                                                            | 23:59                                                         | 22                                                            | 15:44                                                         | 21                                                            | 12:04                                                         |
| 2009                                                          | 20                                                            | 11:44                                                         | 21                                                            | 05:45                                                         | 22                                                            | 21:18                                                         | 21                                                            | 17:47                                                         |
| 2010                                                          | 20                                                            | 17:32                                                         | 21                                                            | 11:28                                                         | 23                                                            | 03:09                                                         | 21                                                            | 23:38                                                         |
| 2011                                                          | 20                                                            | 23:21                                                         | 21                                                            | 17:16                                                         | 23                                                            | 09:04                                                         | 22                                                            | 05:30                                                         |
| 2012                                                          | 20                                                            | 05:14                                                         | 20                                                            | 23:09                                                         | 22                                                            | 14:49                                                         | 21                                                            | 11:11                                                         |
| 2013                                                          | 20                                                            | 11:02                                                         | 21                                                            | 05:04                                                         | 22                                                            | 20:44                                                         | 21                                                            | 17:11                                                         |
| 2014                                                          | 20                                                            | 16:57                                                         | 21                                                            | 10:51                                                         | 23                                                            | 02:29                                                         | 21                                                            | 23:03                                                         |
| 2015                                                          | 20                                                            | 22:45                                                         | 21                                                            | 16:38                                                         | 23                                                            | 08:21                                                         | 22                                                            | 04:48                                                         |
| 2016                                                          | 20                                                            | 04:30                                                         | 20                                                            | 22:34                                                         | 22                                                            | 14:21                                                         | 21                                                            | 10:44                                                         |
| 2017                                                          | 20                                                            | 10:29                                                         | 21                                                            | 04:24                                                         | 22                                                            | 20:02                                                         | 21                                                            | 16:28                                                         |
| 2018                                                          | 20                                                            | 16:15                                                         | 21                                                            | 10:07                                                         | 23                                                            | 01:54                                                         | 21                                                            | 22:23                                                         |
| 2019                                                          | 20                                                            | 21:58                                                         | 21                                                            | 15:54                                                         | 23                                                            | 07:50                                                         | 22                                                            | 04:19                                                         |
| 2020                                                          | 20                                                            | 03:50                                                         | 20                                                            | 21:44                                                         | 22                                                            | 13:31                                                         | 21                                                            | 10:02                                                         |
| 2021                                                          | 20                                                            | 09:37                                                         | 21                                                            | 03:32                                                         | 22                                                            | 19:21                                                         | 21                                                            | 15:59                                                         |
| 2022                                                          | 20                                                            | 15:53                                                         | 21                                                            | 09:14                                                         | 23                                                            | 0:40                                                          | 21                                                            | 21:48                                                         |
| 2023                                                          | 20                                                            | 21:24                                                         | 21                                                            | 14:58                                                         | 23                                                            | 06:50                                                         | 22                                                            | 03:27                                                         |
| 2024                                                          | 20                                                            | 03:06                                                         | 20                                                            | 20:51                                                         | 22                                                            | 12:44                                                         | 21                                                            | 09:21                                                         |
| 2025                                                          | 20                                                            | 09:01                                                         | 21                                                            | 02:42                                                         | 22                                                            | 18:19                                                         | 21                                                            | 15:03                                                         |
| 2026                                                          | 20                                                            | 14:46                                                         | 21                                                            | 08:25                                                         | 23                                                            | 00:06                                                         | 21                                                            | 20:50                                                         |
| 2027                                                          | 20                                                            | 20:25                                                         | 21                                                            | 14:11                                                         | 23                                                            | 06:02                                                         | 22                                                            | 02:43                                                         |
| 2028                                                          | 20                                                            | 02:17                                                         | 20                                                            | 20:02                                                         | 22                                                            | 11:45                                                         | 21                                                            | 08:20                                                         |
| 2029                                                          | 20                                                            | 08:01                                                         | 21                                                            | 01:48                                                         | 22                                                            | 17:37                                                         | 21                                                            | 14:14                                                         |

Na astronomia, o equinócio é definido como o instante em que o Sol, em sua órbita aparente (como vista da Terra), cruza o equador celeste (a linha do equador terrestre projetada na esfera celeste).
No referencial da Terra, o Sol se move ao longo do ano sobre a Eclíptica, que se estende sobre as treze constelações que formam o Zodíaco incluindo a constelação de Ofiúco. Entre o plano eclíptico e o plano equatorial celeste há um ângulo esférico de 23,5 graus, aproximadamente, e estes planos interceptam-se definindo uma reta. Esta reta intercepta a esfera celeste em dois pontos. Em definição equivalente, o equinócio corresponde ao momento em que o Sol, em sua trajetória ao longo do Zodíaco, encontra-se sobre um dos pontos definidos pela interseção entre o plano eclíptico, o plano equatorial terrestre e a esfera celeste.
O equinócio ocorre duas vezes no ano, em março e em setembro. No equinócio ambos os hemisférios da Terra encontram-se igualmente iluminados pelo Sol.
O ponto do céu que o Sol ocupa no equinócio de março define o ponto vernal. Devido à precessão dos equinócios, a localização do ponto vernal ao longo dos milênios não é fixa. Atualmente, encontramo-nos na era dos Peixes; ou seja, em dias atuais o ponto vernal localiza-se na constelação dos Peixes. No equinócio de setembro o Sol localiza-se na constelação da Virgem.

## Equinócio

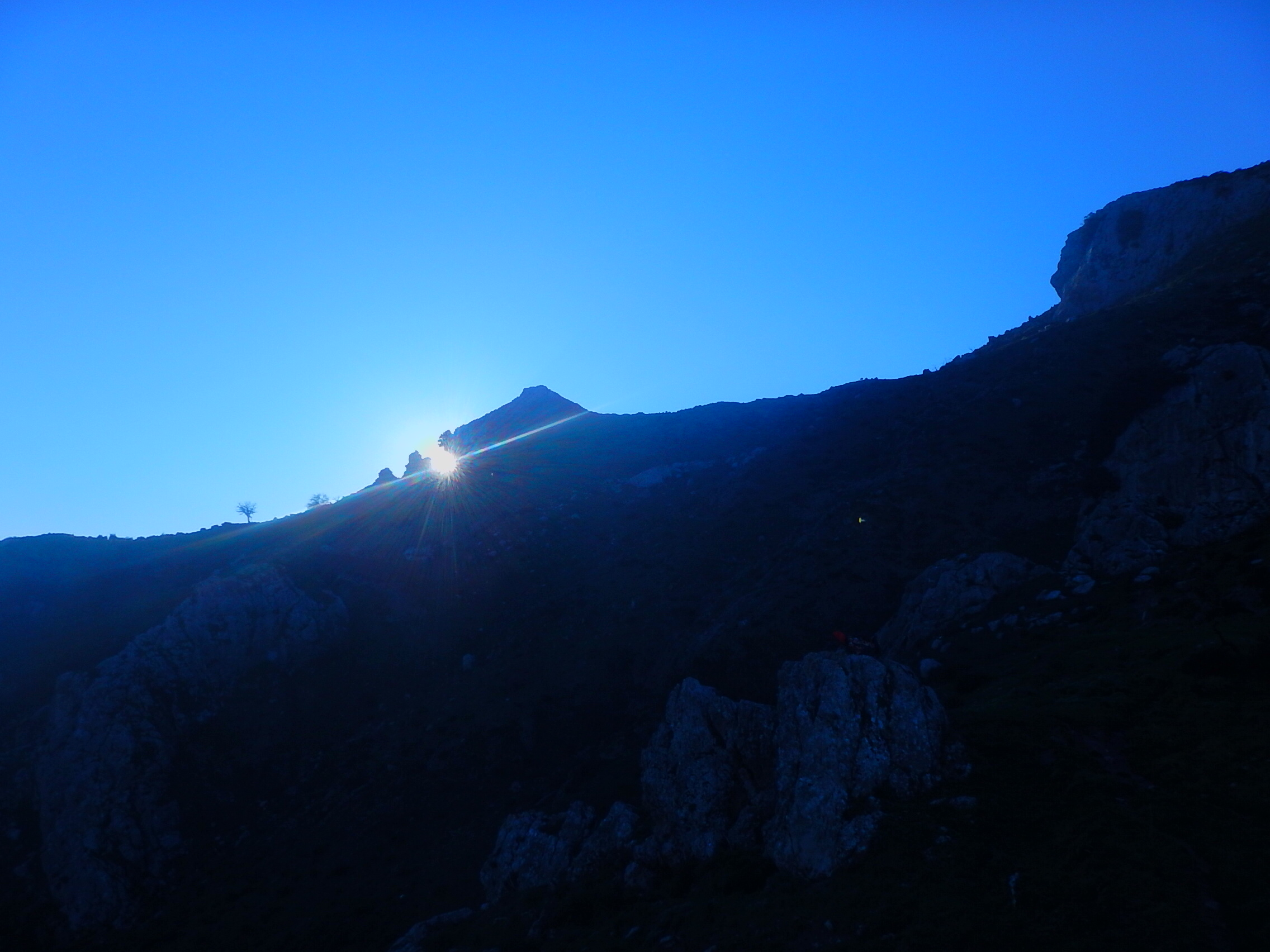
Equinócio de março de 2017 - pôr-do-sol visto no lugar de Pizzo Vento, Fondachelli-Fantina, Sicília

A palavra equinócio vem do latim, aequus (igual) e nox (noite), e significa "noites iguais". Entretanto, isso só ocorreria se o Sol fosse um ponto. Considerando o Sol como um disco, o que é mais próximo a realidade, isso acontecem em dias diferentes do Equinócio a depender da latitude do local e da definição de noite. Estes dias que o dia e a noite tem a mesma duração são chamados de Equilux.

Os equinócios ocorrem nos meses de março e setembro, quando definem mudanças de estação. Em março, o equinócio marca o início da primavera no hemisfério norte e do outono no hemisfério sul. Em setembro ocorre o inverso, quando o equinócio marca o início do outono no hemisfério norte e da primavera no hemisfério sul.

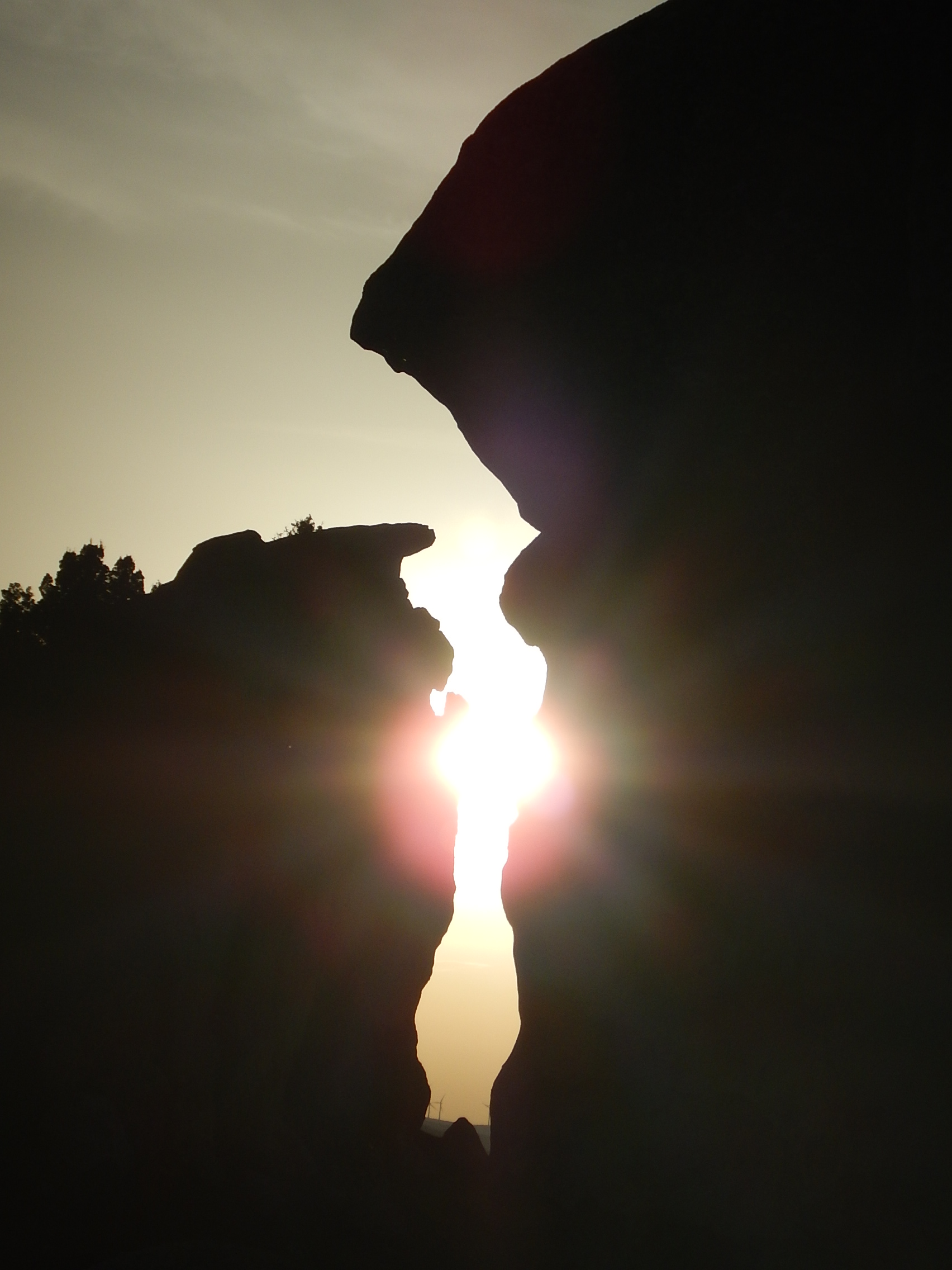
Equinócio de março de 2017 - pôr-do-sol visto no lugar de Argimusco, Montalbano Elicona, Sicilia

As datas dos equinócios variam de um ano para o outro, devido aos anos trópicos (o período entre dois equinócios de março) não terem exatamente 365 dias, fazendo com que a hora precisa do equinócio varie ao longo de um período de dezoito horas, que não se encaixa necessariamente no mesmo dia. O ano trópico é um pouco menor que 365 dias e 6 horas. Assim num ano comum, tendo 365 dias e - portanto - mais curto, a hora do equinócio é cerca de seis horas mais tarde que no ano anterior. Ao longo de cada sequência de três anos comuns as datas tendem a se adiantar um pouco menos de seis horas a cada ano. Entre um ano comum e o ano bissexto seguinte há um aparente atraso, devido à intercalação do dia 29 de fevereiro. Também se verifica que a cada ciclo de quatro anos os equinócios tendem a atrasar-se. Isto implica que, ao longo do mesmo século, as datas dos equinócios tendam a ocorrer cada vez mais cedo. Dessa forma, no século XXI só houve dois anos em que o equinócio de março aconteceu no dia 21 (2003 e 2007); nos demais, o equinócio tem ocorrido em 20 de março. Prevê-se que, a partir de 2044, passe a haver anos em que o equinócio aconteça no dia 19. Esta tendência só vai desfazer-se no fim do século, quando houver uma sequência de sete anos comuns consecutivos (2097 a 2103), em vez dos habituais três.
Devido à órbita da Terra, as datas em que ocorrem os equinócios não dividem o ano em um número igual de dias. Isto ocorre porque quando a Terra está mais próxima do Sol (periélio) viaja mais depressa do que quando está mais longe (afélio).

## Equinócios em outros planetas

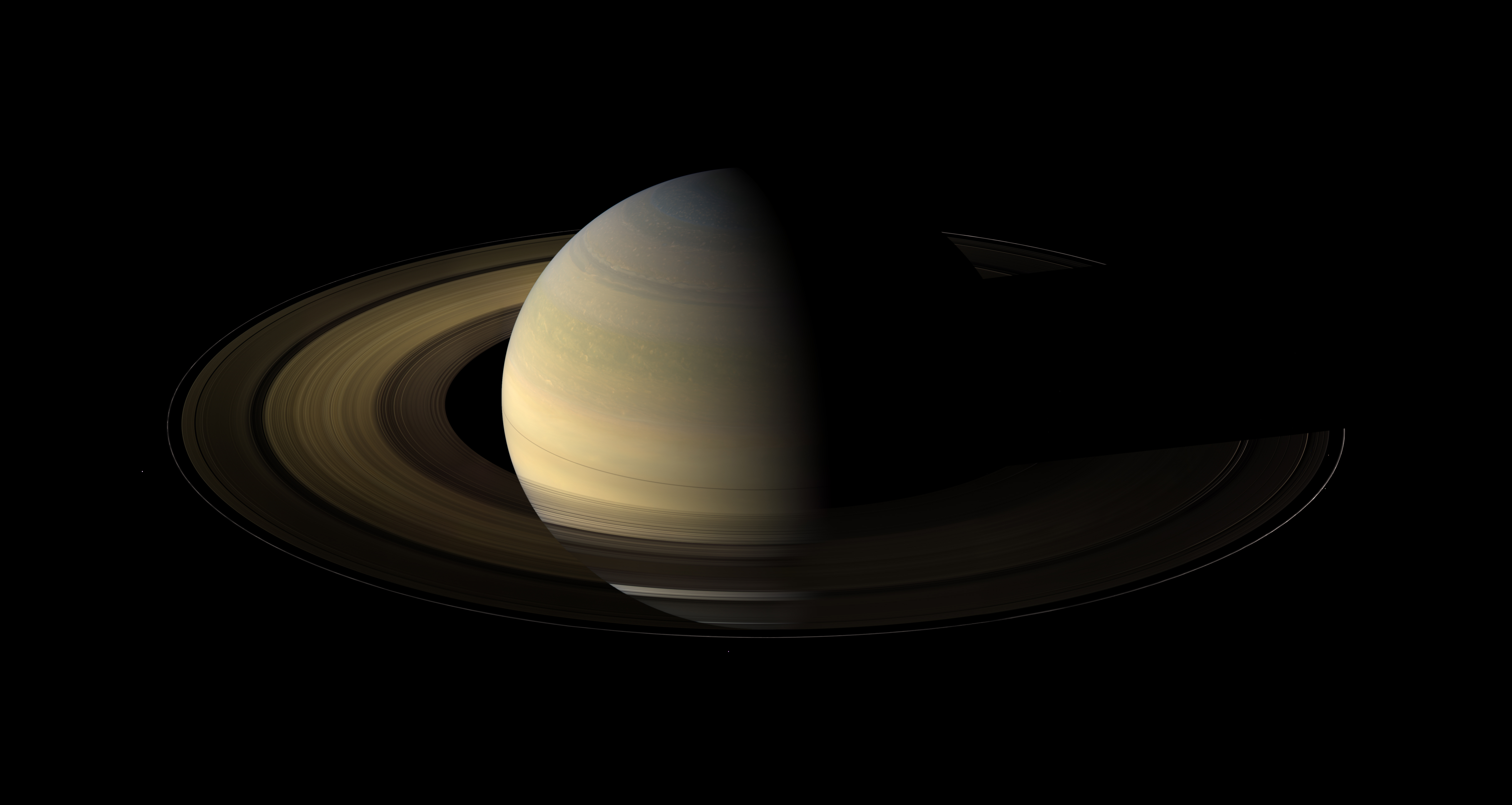
Quando Saturno está no equinócio, seus anéis refletem pouca luz solar, como visto nesta imagem pela Cassini em 2009.